# Molossops aequatorianus
Molossops aequatorianus es una especie de murciélago de la familia Molossidae.

## Distribución geográfica
Es endémica del oeste de Ecuador, donde solo se conoce en dos lugares.